# San Trifone (titolo cardinalizio)
Il titolo cardinalizio di San Trifone fu istituito il 13 marzo 1566 da papa Pio V e fu soppresso il 13 aprile 1587 da papa Sisto V.

## Titolari
- Antoine de Créqui Canaples; diaconia pro hac vice (13 marzo 1566 - 20 giugno 1574 deceduto)
- Titolo soppresso nel 1587